# Tobias Anselm
Tobias Anselm (24 febbraio 2000) è un calciatore austriaco, attaccante del WSG Tirol.

## Caratteristiche tecniche
È una seconda punta.

## Carriera

### Club
Cresciuto nelle giovanili del Salisburgo, nel 2017 viene aggregato alla squadra filiale del Liefering con cui debutta fra i professionisti il 22 settembre in occasione del match di 2. Liga vinto 3-0 contro il Blau-Weiß Linz.
Il 27 agosto 2020 viene acquistato a titolo definitivo dal LASK che contestualmente lo presta per una stagione al WSG Swarovski Tirol.

### Nazionale
Ha giocato nelle nazionali giovanili austriache Under-15, Under-16, Under-19 ed Under-21.

## Statistiche
Statistiche aggiornate al 16 maggio 2021.

### Presenze e reti nei club
| Stagione         | Squadra             | Campionato       | Campionato | Campionato | Coppe nazionali | Coppe nazionali | Coppe nazionali | Coppe continentali | Coppe continentali | Coppe continentali | Altre coppe | Altre coppe | Altre coppe | Totale | Totale | Totale |
| Stagione         | Squadra             | Comp             | Pres       | Reti       | Comp            | Pres            | Reti            | Comp               | Pres               | Reti               | Comp        | Pres        | Reti        | Pres   | Reti   |        |
| ---------------- | ------------------- | ---------------- | ---------- | ---------- | --------------- | --------------- | --------------- | ------------------ | ------------------ | ------------------ | ----------- | ----------- | ----------- | ------ | ------ | ------ |
| 2017-2018        | Liefering           | 1L               | 3          | 1          |                 | -               | -               |                    | -                  | -                  |             | -           | -           | 3      | 1      |        |
| 2018-2019        | Liefering           | 2L               | 21         | 1          |                 | -               | -               |                    | -                  | -                  |             | -           | -           | 21     | 1      |        |
| 2019-2020        | Liefering           | 2L               | 20         | 7          |                 | -               | -               |                    | -                  | -                  |             | -           | -           | 20     | 7      |        |
| Totale Liefering | Totale Liefering    | Totale Liefering | 44         | 9          |                 | -               | -               |                    | -                  | -                  |             | -           | -           | 44     | 9      |        |
| 2020-2021        | WSG Swarovski Tirol | BL               | 25         | 6          | CA              | 1               | 1               |                    | -                  | -                  |             | -           | -           | 26     | 7      |        |
| Totale carriera  | Totale carriera     | Totale carriera  | 69         | 15         |                 | 1               | 1               |                    | -                  | -                  |             | -           | -           | 70     | 16     |        |

## Palmarès
- Fußball-Regionalliga: 1

Liefering: 2017-2018